# Омары (село)
Омары — село в Мамадышском районе Татарстана. Административный центр Омарского сельского поселения.

## География
Находится в центральной части Татарстана на расстоянии приблизительно 19 км на юго-запад по прямой от районного центра города Мамадыш у речки Омарка.

## История
Основано предположительно в начале XVII века, упоминалось также как Благовещенское по церкви (построена в 1753 году), бывший волостной центр.

## Население
Постоянных жителей было: в 1782—1059 душ мужского пола, в 1834—2833, в 1850—2640, в 1859—2935, в 1897—2875, в 1908—2987, в 1920—2777, в 1926—2232, в 1938—1329, в 1949—692, в 1958—804, в 1970—770, в 1979—685, в 1989—595, в 2002 году 488 (русские 84 %), в 2010 году 414.